# Coregonus clupeoides
Coregonus clupeoides is een straalvinnige vissensoort uit de familie van de zalmen (Salmonidae). De wetenschappelijke naam van de soort is voor het eerst geldig gepubliceerd in 1803 door Bernard Germain de Lacépède. De plaatselijke naam van de vis is powan.

## Herkenning
Deze houting kan een lengte van 38 cm bereiken en heeft een stompe snuit en 29 tot 39 kieuwboogaanhangsels.

## Verspreiding en leefgebied
De soort is endemisch in twee meren in Schotland, Loch Lomond en Loch Eck en is succesvol geïntroduceerd in twee andere (Loch Sloy, Carron Reservoir) in het bekken van Loch Lomond. De vis houdt zich op in open water en paait in de wintermaanden op structuren onder water, ook in open water en niet langs de oevers.

## Status
De grootste bedreiging voor deze soort is de introductie van andere Coregonus-soorten in het meer, waardoor hybridisering optreedt. Daarom staat deze soort als kwetsbaar op de Rode Lijst van de IUCN.